# Lod (cráter)
Lod es el nombre de un cráter de impacto en el planeta Marte situado a 21.2° Norte y 31.6° Oeste. El impacto causó un abertura de 7,5 kilómetros de diámetro en la superficie del cuadrante Oxia Palus (MC-11), el cuadrante donde aterrizó el Mars Pathfinder.

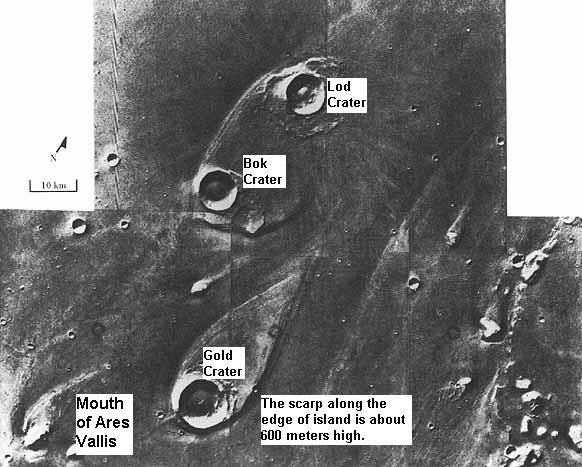
Islas con forma de lágrima causadas por las aguas de inundación de Maja Vallis, según las imágenes captadas por el Orbitador Viking. Las islas están formadas por los materiales eyectados de los cráteres Lod, Bok y Gold.

El cráter de Lod está situado en un valle con remanentes de flujo líquido provenientes del vecino Maja Valles, dando la apariencia de ser una isla (véase imagen). El nombre fue aprobado en 1976 por la Unión Astronómica Internacional en honor a la comunidad de Lod, en Israel.